# Casa del Inglés (La Oliva)
La casa del Inglés en el término municipal de La Oliva, isla de Fuerteventura (Canarias, España), es una vivienda del siglo XVIII, situada en el lugar denominado "Sitio de Don David", en el pueblo de La Oliva, ubicada en el lado izquierdo de la carretera que va desde La Oliva a Villaverde.
Esta casa constituye una muestra relevante de la arquitectura desarrollada por la burguesía rural. Es una evidencia externa del poder económico de la burguesía agrícola y comercial que se asentó en La Oliva. Fue erigida por el señor Julián Leal Sicilia, cuya familia, procedente de la isla de La Palma, se dedicó a la agricultura y al comercio entre Canarias y América. La casa es de dos plantas y distribuida en torno a un gran patio con aljibe que fue posteriormente dividido en dos por medio de un tabique que lo atraviesa de norte a sur. Diversos avatares que afectaron a la actividad económica del Señor Sicilia provocó la venta de la vivienda, que con el tiempo pasó a propiedad del Señor Parkinson, naturalista inglés, dedicado al estudio de la flora y fauna que pasaba largas temporadas en Fuerteventura. La presencia de este señor en Fuerteventura es la que ha quedado en el recuerdo y aún hoy se conoce la vivienda como "Casa del Inglés". El Señor Parkinson vendió la vivienda y posteriormente recibió diferentes usos. Después de la Guerra Civil fue ocupada por el ejército, permaneciendo en ella durante varios años las tropas de infantería en una parte y en la otra un servicio de enfermería de las fuerzas militares ubicadas por ese entonces en La Oliva.
La vivienda, de planta cuadrangular y doble altura se articula en torno a un gran patio. Está realizada con buenos muros de mampostería, utilizando en los vanos y esquinas sillares de cantería. 
- Fachada Sur. Es la fachada principal, presentando dos módulos diferenciados contando cada uno de ellos con cuatro huecos abiertos en los muros; el módulo de la derecha está cubierto a tres aguas y teja árabe vista, tiene dos ventanas en la parte superior y en la planta baja dos puertas; el módulo de la izquierda tiene dos puertas en la parte baja y otras dos en la planta alta que en su momento contó con un balcón, hoy desaparecido. Toda la parte superior está almenada.

- Fachada de Naciente. Cuenta este lado con diversos huecos abiertos en el muro; en el piso superior dos ventanas pequeñas y tres puertas, conservando una de ellas restos de la madera del balcón. En la primera planta se abren dos pequeñas ventanas y una puerta, esta última tapiada.

- Fachada de Poniente. Totalmente almenada en la parte superior. En la primera planta tiene dos puertas, una a ras del suelo y otra colocada a media altura contando con una escalera de acceso. En este lado de la vivienda se ubicaba el excusado, que sobresale del muro y está cubierto con teja.

- Fachada Norte. En el muro norte se abren seis huecos, uno en la parte superior y cinco en la planta baja, dos de ellos tapiados. Frente a este lado y separado del mismo se conservan restos de una construcción rectangular de una sola planta.